# Palaeomolis glauca
Palaeomolis glauca là một loài bướm đêm thuộc phân họ Arctiinae, họ Erebidae.